# Saprinus cyaneus
Saprinus cyaneus är en skalbaggsart som först beskrevs av Fabricius 1775.  Saprinus cyaneus ingår i släktet Saprinus och familjen stumpbaggar.

## Underarter
Arten delas in i följande underarter:
- S. c. cyaneus
- S. c. auricollis